# Bedő György
Bedő György (Munkács, 1930. július 11. – Budapest, 2016. április 24.) magyar könyvkiadó.

## Életrajza
Bedő György 1930. július 11-én született Munkácson. Mándokon anyakönyvezték, ahol édesapja főszolgabíró volt, és ahol később elemi iskolába járt. A középiskolai tanulmányait a munkácsi Magyar Királyi Árpád Fejedelem Gimnáziumban kezdte 1940-ben, majd 1944-től Kisvárdán folytatta a Bessenyei György Reálgimnáziumban. Itt érettségizett 1948-ban. Érettségi után egy évig teológiát tanult Egerben, a Hittudományi Főiskolán.
1949-től Kisvárdán fizikai munkával és óraadással tartotta el magát, és segítette szüleit. 1951-ben besorozott katonaként munkaszolgálatra osztották. 27 hónap szolgálat után szerelt le 1953-ban. 1953 és 1959 között anyagkönyvelő, illetve könyvelő volt egy budapesti építőipari vállalatnál. 1955-ben megnősült, és feleségével Komáromba költözött. 1956-ban itt született első gyermeke.
1959-ben Komáromban kezdődött könyvkereskedelmi pályafutása. Egy évtizedig az Állami Könyvterjesztő Vállalat (ÁKV) komáromi könyvesboltjának vezetője volt, 1969 és 1977 között pedig instruktor a Művelt Nép Könyvterjesztő Vállalatnál. 1977 és 1979 között az ÁKV Írók Boltját vezette Budapesten, olyan eredményesen, hogy 1979-ben a vállalat beszerzési osztályának főosztályvezetőjévé nevezték ki. Innen vonult nyugdíjba 1989-ben.
Közben 1966-tól magyar és könyvtár szakon tanult az ELTE-n. 1971-ben szerzett diplomát. 1972-ben született meg második gyermeke. Hét évvel nyugdíjba vonulása után, 1996-ban alapította meg saját kiadóját, a Kairosz Kiadót. A hamar ismertté vált kiadónál sok száz mű jelent meg az elmúlt években. A Kairosz műfaji kötöttségek nélkül ad ki könyveket, mindig törekedve arra, hogy a megjelenő munkák értékteremtő vagy értékőrző művek legyenek.

## Elismerései
- Szocialista Kultúráért kitüntetés
- Mindszenty-emlékérem (2009)
- Magyar Örökség díj (2010)
- A Magyar Köztársasági Érdemrend lovagkeresztje (polgári tagozat) (2011)
- A Magyar Érdemrend középkeresztje (polgári tagozat) (2013)
- Pro Cultura Christiana (2015)